# Sveta Helena, Ascension i Tristan da Cunha
Sveta Helena, Ascension i Tristan da Cunha je naziv za za britanski prekomorski teritorij koji uključuje otok Sv. Helenu i susjedne britanske prekomorske teritorije Ascension i Tristan da Cunha. 	 
Komisija za dekolonizaciju Ujedinjenih Naroda uključila je sv. Helenu na UN-ov popis nesamostalnih teritorija (en:United Nations list of Non-Self-Governing Territories).

## Vanjske poveznice
- - SAINT FM - St Helena's first independent FM radio station
- Saint Helena - The Official Government Website
- The French possessions on St Helena  Arhivirana inačica izvorne stranice od 9. travnja 2006. (Wayback Machine)
- Saint Helena - St. Helena Foundation
- Saint Helena  Arhivirana inačica izvorne stranice od 10. lipnja 2008. (Wayback Machine) - St. Helena News
- Saint Helena  Arhivirana inačica izvorne stranice od 27. siječnja 2021. (Wayback Machine) - Geographical research of the identity of the St Helenians
- Bank of Saint Helena  Arhivirana inačica izvorne stranice od 15. prosinca 2012. (Wayback Machine)
- Saint Helena coffee